# Criatura U-28
Se conoce como Criatura U-28 a un supuesto monstruo marino descrito por el capitán del submarino alemán U-28 en 1915 durante la Primera Guerra Mundial.

## Historia
El 30 de julio de 1915, el submarino alemán U-28 torpedeó el barco de vapor británico Iberian en el Mar del Norte. El Iberian se hundió rápidamente pero después de unos 25 segundos de haber sido sepultado totalmente por las olas sus restos explotaron bajo el agua, lanzando restos del barco a la superficie junto a una criatura marina totalmente desconocida que voló unos 30 metros por el aire. El capitán al mando, Georg Freiherr-Günther von Forstner, describió a la criatura como "un cocodrilo de unos 20 metros de largo, con cuatro extremidades similares a patas grandes, una cola larga y puntiaguda y una enorme cabeza también puntiaguda"; agregó que sus patas terminaban en aletas. El capitán aseguró que el monstruo mediría unos 20 metros de longitud.
Von Forstner explico que el monstruo parecía hallarse herido y muriendo a causa de la explosión y que se retorció lastimosamente flotando boca arriba durante unos 5 segundos tras lo cual se hundió.
El capitán lamentó no haber podido fotografiar a la bestia, sin embargo dijo que no dudó añadirla a su reporte y relatar sus experiencias aunque nadie le creyera a él y a su tripulación.
La historia del encuentro fue publicada por primera vez en el diario Deutsche Allgemeine Zeitung en 1933 por el propio von Forstner; tras esto, otro capitán de submarino alemán llamado Werner Lowisch publicó su propio testimonio asegurando que en el 28 de julio de 1918 alrededor de las 10 de la noche en el mar del norte, él junto a otro miembro de la tripulación del U-109 vieron en el mar a un ser muy similar al descrito por von Forstner pero que medía unos 50 metros de longitud.

## Teorías
Existe la teoría de que sea una especie prehistórica de cocodrilo que habita en agua salada, según el experto en el tema, Bernard Heuvelmans, y además opina que es uno de los avistamientos más fiables de la historia.
También existe la teoría de que el capitán von Forstner simplemente haya inventado la historia por varias razones de peso. Primeramente, ya que, aunque dijo que los otros siete miembros de su tripulación también habían visto al monstruo, seis de ellos murieron en la guerra antes de testificar y el último hombre era el cocinero del submarino Robert Maas que nunca quiso hablar al respecto.
Más aún, la primera vez que von Forstner publicó sus memorias de la guerra como comandante de submarino en 1917, no mencionó el evento y cuando von Forstner por fin mencionó el evento por primera vez en 1933 ya habían pasado 18 años.
Adicionalmente, von Forstner contó por correspondencia su historia al escritor británico Rupert Gould quien público por primera vez el encuentro del U-28 en inglés en un libro de 1934 (un año después de que von Forstner publicara su historia por primera vez) y en esa ocasión von Forstner contó una versión ligeramente diferente de la historia, dando medidas muy distintas para las dimensiones del Iberian y para la distancia a la cual la criatura fue supuestamente lanzada en el aire. Además, en ocasiones posteriores a su primer testimonio, la historia de von Forstner volvería a cambiar en sus detalles.
Pero más problemático aún es el hecho de que de los 61 sobrevivientes del Iberian, ninguno mencionó jamás a ningún monstruo a pesar de que todos atestiguaron la explosión y obviamente se encontraban en el agua cuando sucedió: los sobrevivientes fueron entrevistados por el Times, New York Times y el Washington Post, entre otros, y en ninguno de los artículos de estos periódicos dedicados a esta historia se encuentra mención alguna de la criatura.
Por si esto fuera poco, se ha señalado también que a pesar de que von Forstner aseguró que había registrado el encuentro en las bitácoras de la nave, esto no fue cierto y las bitácoras del U-28 que fueron archivadas en Berlín no contenían mención alguna del encuentro ni de ninguna explosión submarina; aunque se ha insinuado que esto pudo haber sido por cautela y temor a reportar eventos extraños a sus superiores aunque esto no explicaría porque no mencionó la explosión submarina.